# Roch

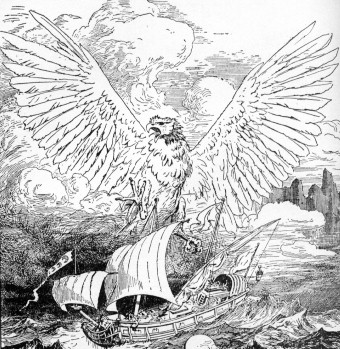
Roch zerstört Sindbads Schiff

Der Vogel Roch, auch Roc, Rokh, Ruch oder Rock (von arabisch الرُخّ ar-Ruchch, DMG ar-ruḫḫ, aus dem Persischen), ist ein Fabelwesen aus den arabischen Erzählungen von Tausendundeiner Nacht. Er wird aber auch in Beschreibungen von Marco Polo und anderen Reisenden und Händlern des Indischen Ozeans erwähnt und ist nach deren Aussagen größer als ein Mensch, denn Sindbad aus Tausendundeine Nacht soll sich an ein Bein des Rochs gebunden haben, um seinem Schicksal auf einer entlegenen Insel zu entgehen.
Dem Märchen nach ernährte sich der Roch von Elefanten.

## Erwähnungen

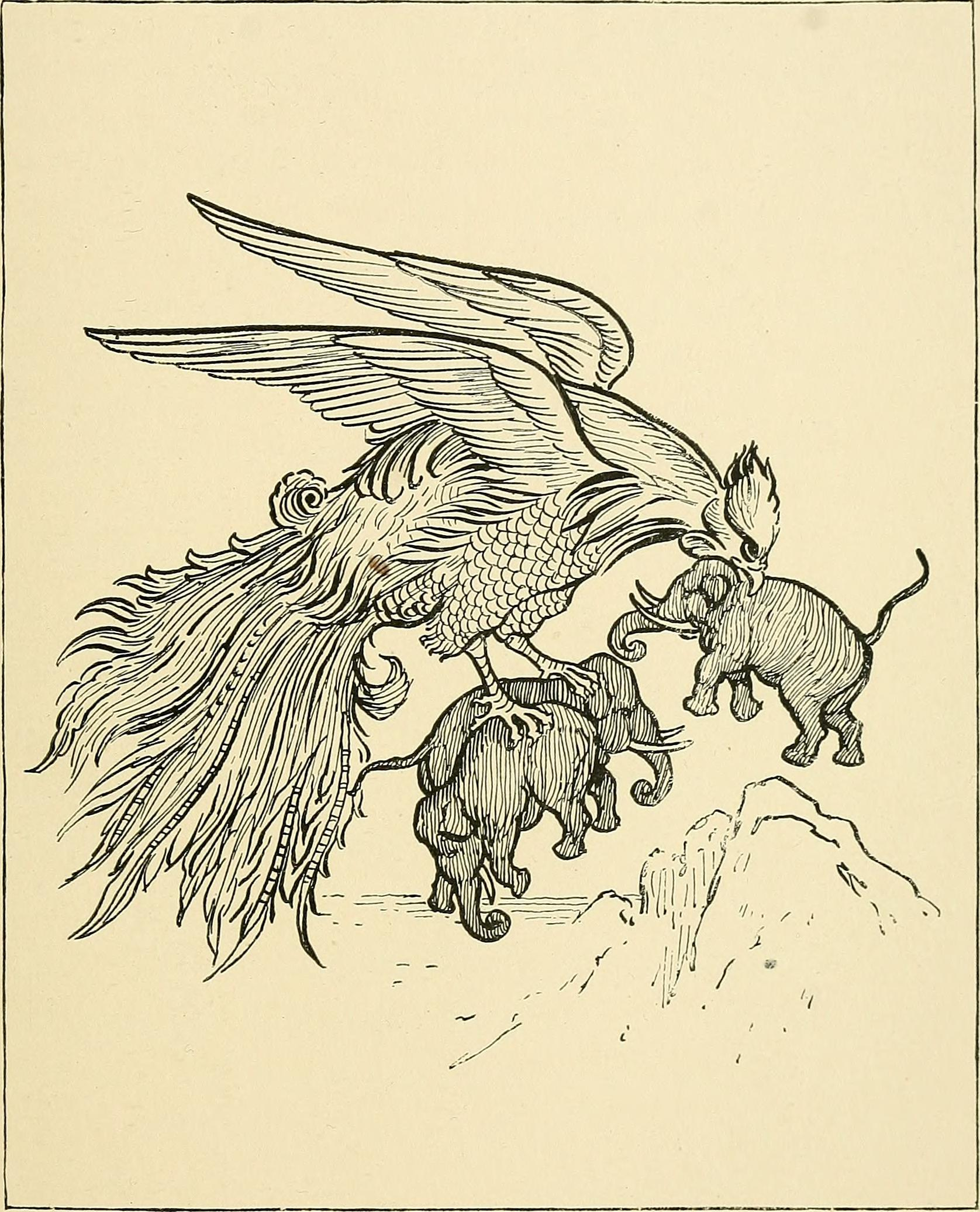
Der Vogel Roch verschleppt Elefanten, Illustration aus den Reiseberichten Marco Polos, veröffentlicht 1899.

Meyers Konversations-Lexikon von 1888 schreibt sinngemäß zum Vogel Roch:
„Der Vogel Roch ist in den arabischen Märchen ein Vogel von so fabelhafter Größe und Stärke, daß er einen Elefanten durch die Lüfte zu tragen vermag. Er ist ein gebräuchliches Vehikel für Luftreisen, die in den arabischen Märchen so häufig sind, und spielt auch seine Rolle in der mittelhochdeutschen Poesie.“
Hauptsächlich wird der Roch in Märchen erwähnt, wodurch anzunehmen ist, dass er durch fantasievolle Ausschmückungen und Übertreibungen entstanden ist, wie es in jedem Märchen der Fall ist. Doch es gibt weitere Erklärungsversuche über die mögliche Existenz des Rochs: Nach der kryptozoologischen Haupttheorie basiert die Legende vom Vogel Roch im Wesentlichen auf dem mittlerweile ausgestorbenen Elefantenvogel (Aepyornis maximus) aus Madagaskar, der zwar wie Moas oder Strauß zu den großen Laufvögeln gehört, jedoch keineswegs die Größe des legendären Roch erreicht. Ein historischer Hinweis auf die Gleichsetzung von Roch und Aepyornis findet sich bei Hieronymus Megiser (1623). Dieser zitiert Marco Polo, der eine sehr lange Feder des Vogels gesehen haben will, welche von Madagaskar stammen sollte.
Manchmal wird ein Zusammenhang des Vogel Roch mit dem gleichnamigen Roch, wie der heutige Turm im mittelalterlichen Schachspiel genannt wurde, assoziiert. Eine direkte Ableitung ist aber nicht belegt.

## Trivia
- Im niederländischen Freizeitpark Efteling befindet sich die Achterbahn Vogel Rok, die thematisch am Roch angelehnt ist. Die 2009 abgerissene Gondelbahn 1001 Nacht im Phantasialand beinhaltete unter anderem ebenfalls eine Szene mit Roch.

- Die Schweizer Fliegerstaffel 1 führte den Vogel Roch als Staffelemblem.[2]

- In der Mythologie des fiktiven Warcraft-Universums treten unterschiedliche Vogelarten der Gattung Roc auf.

- In der Videospielreihe The Legend of Zelda gibt es u. a. einen Gegenstand, Roc’s feather, der allerdings in der deutschen Sprachfassung Greifenfeder heißt.

- Das Trägerflugzeug Scaled Composites Stratolaunch mit Rekord-Spannweite und Erstflug 2019 hat den Spitznamen Roc.

- In dem japanischen Manga und Anime One Piece von Eiichirō Oda benutzt der Protagonist Ruffy flammende Attacken, die die Bezeichnung Roc beinhalten (Roc Gun, Red Roc).

- Im deutschsprachigen Comicheft Mosaik Nr. 555 wird als Teil der Orient-Okzident-Serie die Geschichte der Entführung des Kalifen Abu Abbas und dessen Gefährten Omar durch den Vogel Roch erzählt, der sie an seinen Nachwuchs verfüttern will.[3]